# Paramongaia
Paramongaia es un género  de plantas herbáceas, perennes y bulbosas perteneciente a la familia Amaryllidaceae. Comprende dos especies originarias de Perú y Bolivia.

## Taxonomía
El género fue descrito por Octavio Velarde y publicado en Lilloa 17: 489. 1949.

## Especies
Las especies del género, conjuntamente con la cita válida y su distribución geográfica, se listan a continuación:
- Paramongaia superba Ravenna, Pl. Life 38: 54 (1982). Bolivia.

- Paramongaia weberbaueri Velarde, Lilloa 17: 491 (1949). Perú (Ancash).